# Dampfsägewerk und Kistenfabrik Winkler und Spreer
Dampfsägewerk und Kistenfabrik Winkler und Spreer war ein Unternehmen in Grimma (Großbothen).

## Geschichte
1909  wurde das Unternehmen „Dampfsägewerk und Kistenfabrik Winkler und Spreer“ durch Richard Franz Spreer aus Tanndorf und dem Holzhändler Karl Robert Winkler aus Seidewitz als offene Handelsgesellschaft gegründet. Die Geschäftstätigkeit umfasste zunächst den Holzhandel, Lohnschnitt und die Herstellung von Kisten jeglicher Art. Ein halbes Jahr später trat Karl Robert Winkler aus der Gesellschaft aus, so dass Spreer alleiniger Geschäftsführer wurde und das Werk unter dem Namen „Dampfsägewerk und Kistenfabrik Franz Spreer“ weiterführte.

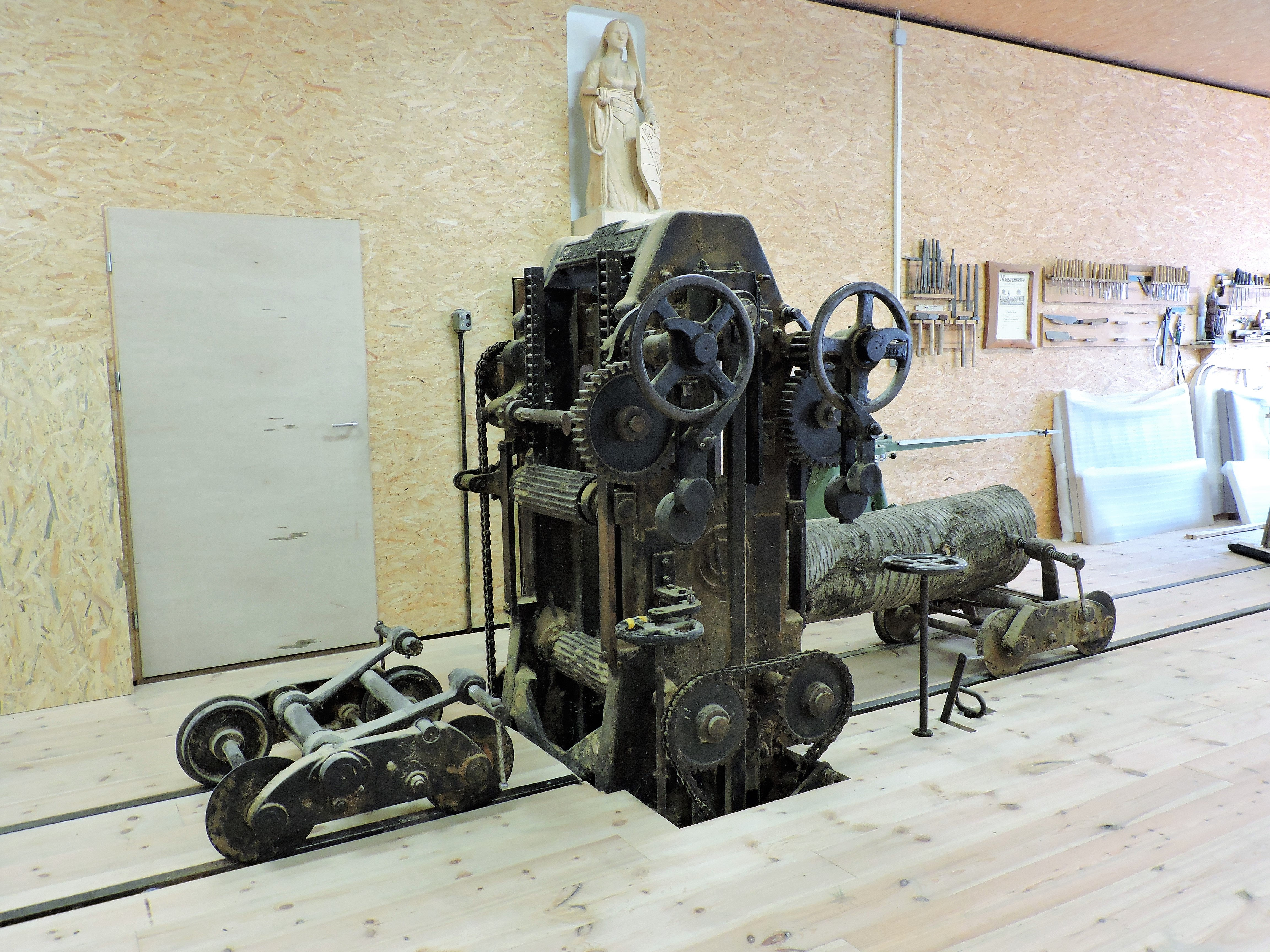
Vollgattersäge der Firma Linck in Oberkirch

Zu dieser Zeit waren 30 Mitarbeiter im Werk beschäftigt. Fünf Vollgattersägen, eine Horizontalsäge, mehrere Kreis- und Pendelsägen, eine Hobelmaschine und ein Fahrstuhl wurden hier durch eine 250 PS starke Dampfmaschine antrieben, welche wiederum durch zwei Dampfkessel versorgt wurde. Darüber hinaus verfügte das Werk über eine Trockenkammer, welche es möglich machte große Mengen Holz durch die Abwärme der Dampfkessel zur Weiterverarbeitung künstlich zu trocknen. Ein Schienensystem bis zum nahe gelegenen Bahnhof machten das Sägewerk effizient, da die Rohstoffe für die Fabrik  vom Güterzug mit eigenen Pferdegespannen in die Werkshallen verbracht werden konnten. Unter anderen wurden hier Kisten für das Porzellanwerk Colditz und die Steingutfabrik in Colditz produziert.
In der Nacht vom 5. auf den 6. Juli 1925, brannte die zum Werk gehörige Gatterhalle ab. Durch den schnellen Einsatz der Feuerwehren der umliegenden Dörfer sowie der Fabrikfeuerwehr des Schamottewerkes Kreisel aus Großbothen wurden die Dampfmaschinenhalle, das Heizhaus und die Kistenfabrik gerettet. Die Gatterhalle wurde  moderner und größer wieder aufgebaut, hinzu kamen eine neue Hobelhalle und neue Gattersägen, wovon noch heute ein Exemplar der Firma Linck funktionsfähig ist.
Im Zuge der Reparationsleistungen nach dem Zweiten Weltkrieg wurden nach 1945 die beiden größten Gattersägen demontiert und in die Sowjetunion gebracht. Das Werk selbst blieb zunächst weiterhin in Familienbesitz.
Später wurde der Name des Werkes in „Franz Spreer KG mit Staatlicher Beteiligung“ schrittweise umgewandelt und ab dem 1. Juli 1961 in den VEB „Kistenbau Leipzig“ der DDR eingegliedert. Nun baute man vorwiegend Kisten mit Sondermaßen für den In- und Export in die DDR und UdSSR. 1970 wurde die alte Dampfmaschine durch neue  Motoren vollständig ersetzt. Teile davon sind  im Keller des Werkes erhalten.
1991 gelangte das Werk wieder zurück in den Besitz der Familie Spreer und wurde von nun an als „Kistenbau Grossbothen – Alfred Spreer & Sohn GmbH“ weitergeführt. Die Fabrik wurde erneut modernisiert und neu ausgerichtet. Man blieb weiterhin auf Kistenbau und Holzhandel spezialisiert.
2016 wurde das Dampfsägewerk verkauft. Der neue Besitzer renovierte die Werkshallen, baute die Gatterhalle und Kistenfabrik zur Möbeltischlerei aus und benannte das Werk in „Dampfsägewerk Großbothen“ um.